# БДС ISO 1000
Българският стандарт БДС ISO 1000:1994 Единици SI и препоръки за използване на техните кратни и някои други единици въвежда идентично чрез превод международния стандарт ISO 1000:1992 SI units and recommendations for the use of their multiples and of certain other units на Международната организация по стандартизация. Стандартът описва Международната система единици (SI) и е залегнал изцяло в текста на Наредба за единиците за измерване, разрешени за използване в Република България.
Стандартът е отменен през 2010 г., вместо него се прилага ISO 80000.